# Hayyim Herzog

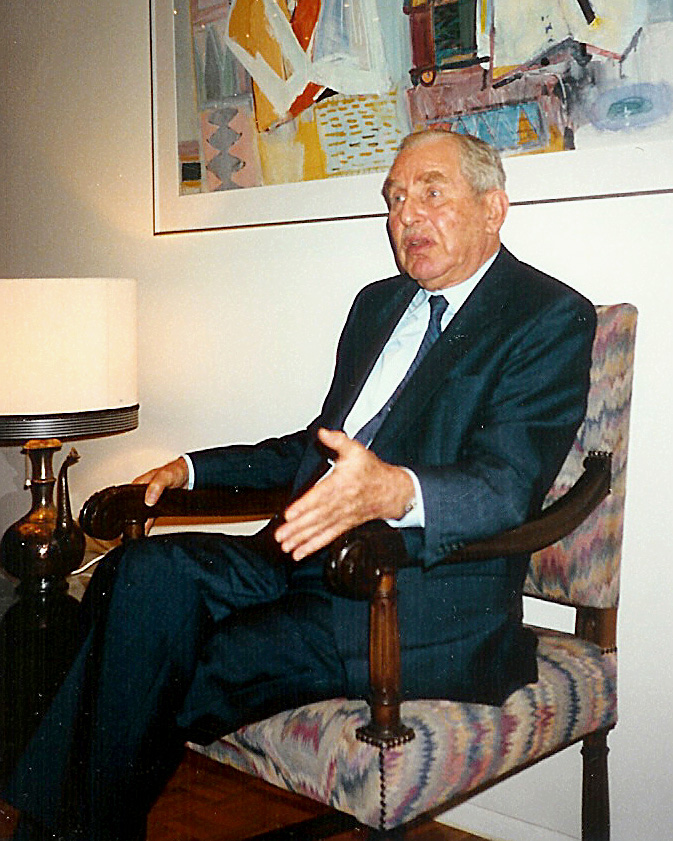
Chaim Herzog a la seva època de President

Hayyim Herzog o Chaim Herzog (hebreu: חיים הרצוג‎) (Belfast, Regne Unit, 17 de setembre de 1918 - Jerusalem, Israel, 17 d'abril de 1997) va ser un militar de l'Exèrcit britànic i el Tsahal. Posteriorment, va esdevenir el sisè President d'Israel, entre 1983 i 1993.

## Biografia
Va estudiar a la Universidad de Wesley abans d'emigrar a la Palestina britànica el 1935. Allà va formar part de l'organització Haganà abans de tornar a les Illes Britàniques per acabar els seus estudis de dret a la Universitat College de Londres i el Lincoln's Inn. Entre 1942 i 1947 va formar part de l'exèrcit britànic, participant en la II Guerra Mundial, abans d'emigrar novament a Palestina per a continuar la seva trajectòria militar al recentment creat Israel. Posteriorment va continuar la seva carrera militar, participant en la Guerra araboisraeliana de 1948. Un cop retirat del món militar el 1962 com a General Major es va centrar en la seva tasca d'escriptor i polític. Com a membre del Partit Laborista Israelià va ser triat dos cops President d'Israel, abans de retirar-se definitivament de la política el 1993.